# Walnut Canyon Desert Drive
La Walnut Canyon Desert Drive – aussi appelée le Reef Top Circle – est une route américaine dans le comté d'Eddy, au Nouveau-Mexique. Cette route touristique en gravier constitue une boucle à sens unique d'un petit peu plus de 15 km dans les montagnes Guadalupe. Elle est protégée au sein du parc national des grottes de Carlsbad.